# Georgina Rodríguez
Georgina Rodríguez Hernández (Buenos Aires, 27 gennaio 1994) è una modella argentina con cittadinanza spagnola.
Georgina Rodríguez è oggetto di un omonimo reality Netflix, I am Georgina, di cui è la produttrice.

## Biografia
Georgina Rodríguez è nata a Buenos Aires da padre argentino e madre spagnola originaria di Murcia. La sua famiglia, inclusa una sorella maggiore, viveva con i parenti paterni. Quando Georgina Rodríguez aveva un anno, sua madre decise che voleva tornare in Spagna e la famiglia si trasferì nella città spagnola settentrionale di Jaca, nella provincia di Huesca. Rodríguez ha iniziato la sua carriera come ballerina, studiando danza classica dall'età di quattro anni. Successivamente si trasferì a Madrid per intraprendere la carriera nel mondo della moda, lavorando come commessa presso un negozio Gucci.
Grazie alla relazione con Cristiano Ronaldo, Rodríguez ha anche costruito una carriera come modella e influencer. È apparsa in campagne per marchi come Gucci, Prada e Chanel. Nel 2020 ha partecipato anche alla 70ª edizione del Festival di Sanremo. È anche autrice di un libro, Soy Georgina, pubblicato nel 2022, a cui è seguita la successiva serie su Netflix I am Georgina. Rodríguez è anche ambasciatrice dell'organizzazione Save the Children. Ha lavorato per aumentare la consapevolezza sulla povertà e ha donato denaro a diversi altri enti di beneficenza.

## Vita privata
Georgina Rodríguez ha una relazione con il calciatore professionista portoghese Cristiano Ronaldo dal 2016, dopo averlo incontrato in un negozio Gucci a Madrid, dove lavorava come commessa.
Nel giugno 2017 Ronaldo ha avuto una coppia di gemelli, Eva e Mateo, tramite maternità surrogata. Nel novembre 2017 la stessa Rodríguez ha dato alla luce la loro figlia, Alana Martina, mentre il 18 aprile 2022 ha dato alla luce due gemelli: il gemello maschio, Ángel, è morto durante il parto, mentre la gemella femmina, Bella Esmeralda, è sopravvissuta.

## Filmografia

### Televisione
- MTV Europe Music Awards, MTV (2019) -Premiatore
- Festival di Sanremo, Rai 1 (2020) – Co-conduttore
- Mask Singer: adivina quién canta, Antena 3 (2020, 1º episodio)
- I am Georgina, Netflix (2022-)